# Chouzé-le-Sec
Chouzé-le-Sec est une ancienne commune d'Indre-et-Loire, annexée en 1817 par Château-la-Vallière. Cette paroisse faisait partie tout comme Château-la-Vallière, de la sénéchaussée angevine de Baugé et de l'Anjou.

## Démographie
| 1793 | 1800 | 1806 | 1817 |
| ---- | ---- | ---- | ---- |
| 329  | 298  | 318  | -    |